# Lana Turner
Lana Turner, tên khai sinh Julia Jean Mildred Frances Turner, (8 tháng 2 năm 1921 – 29 tháng 6 năm 1995) là một nữ diễn viên người Mỹ từng nhận được đề cử Oscar.Trên màn ảnh, bà nổi tiếng với vẻ quyến rũ mê hoặc và gợi cảm trong hầu hết các vai diễn. Trong đời thực, bà nổi tiếng với chuyện đời tư sóng gió và đầy màu sắc, 7 người chồng cùng vô số tình nhân, và những vụ tai tiếng đình đám. Nhiều vai diễn của bà thường được xếp vào hàng kinh điển của Hollywood, như trong Ziegfeld Girl, The Postman Always Rings Twice, The Bad and the Beautiful, Peyton Place, và Imitation of Life.

## Phim tham gia
| - A Star Is Born (1937) - They Won't Forget (1937) - Topper (1937) - The Great Garrick (1937) - The Adventures of Marco Polo (1938) - Love Finds Andy Hardy (1938) - The Chaser (1938) (Scenes deleted) - Four's a Crowd (1938) - Rich Man, Poor Girl (1938) - Dramatic School (1938) - Calling Dr. Kildare (1939) - These Glamour Girls (1939) - Dancing Co-Ed (1939) - Two Girls on Broadway (1940) - We Who Are Young (1940) - Ziegfeld Girl (1941) - Dr. Jekyll and Mr. Hyde (1941) - Honky Tonk (1941) - Johnny Eager (1942) - Somewhere I'll Find You (1942) - Strictly G.I. (Short subject, 1943) - The Youngest Profession (1943) (Cameo) - Slightly Dangerous (1943) - Show Business at War (1943) (short subject) - Du Barry Was a Lady (1943) (cameo) - Marriage Is a Private Affair (1944) - Keep Your Powder Dry (1945) - Week-End at the Waldorf (1945) - The Postman Always Rings Twice (1946) - Green Dolphin Street (1947) | - Cass Timberlane (1947) - Homecoming (1948) - The Three Musketeers (1948) - A Life of Her Own (1950) - Mr. Imperium (1951) - The Merry Widow (1952) - The Bad and the Beautiful (1952) - Latin Lovers (1953) - The Flame and the Flesh (1954) - Betrayed (1954) - The Prodigal (1955) - The Sea Chase (1955) - The Rains of Ranchipur (1955) - Diane (1956) - Peyton Place (1957) - The Lady Takes a Flyer (1958) - Another Time, Another Place (1958) - Imitation of Life (1959) - Portrait in Black (1960) - By Love Possessed (1961) - Bachelor in Paradise (1961) - Who's Got the Action? (1962) - Love Has Many Faces (1965) - Madame X (1966) - The Big Cube (1969) - Persecution (1974) - Bittersweet Love (1976) - Witches' Brew (1980) - Thwarted (1991) |